# Берёзовский сельский округ (Восточно-Казахстанская область)
Берёзовский сельский округ — упразднённое административно-территориальное образование в Алтайском районе Восточно-Казахстанской области Казахстана.

## История
Берёзовский сельский совет был образован 5 марта 1978 года. В 1994 году преобразован в сельский округ.
В состав Берёзовского сельского округа входили 5 сёл (население согласно переписи 2009 года):
- Берёзовское (509 человек),
- Маяк (608 человек),
- Подорлёнок (315 человек),
- Восточное (172 человека),
- Ландман (51 человек).

Сельский округ был упразднён в апреле 2013 года. Сёла Маяк и Подорлёнок были переданы в состав Соловьёвского сельского округа, село Ландман — в состав Малеевского сельского округа, село Восточное — в состав Чапаевского сельского округа, село Берёзовское перешло в подчинение города Алтай .

## Экономика
Ввиду близости к районному центру часть населения была трудоустроена в Зыряновске.
14 сельскохозяйственных предприятий на территории округа выращивали зерновые и подсолнечник. А крестьянские хозяйства «Тегерек», «Шыгыс» и «Каратай» также занимались животноводством.
На частном подворье население выращивало КРС, свиней, птицу.
В с. Маяк расположена средняя школа, а в с. Подорлёнок — основная сельская школа. Из остальных сёл округа детей ежедневно доставляли в городские школы.